# 2′-O-ميثيل غوانوسين
الـ2′-O-ميثيل غوانوسين(بالإنجليزية: 2'-O-Methylguanosine)‏ واختصارا (غم) هو نوكليوسيد قاعدته النووية الغوانين وسكره مشتق ممثيل للريبوز في الذرة 2'. يتواجد طبيعيا في بعض جزيئات الرنا الناقل والريبوسومي والرنا الصغير. على سبيل المثال يتواجد جزيء (غم) في الوضعية 9 للرنا الناقل للميثيونين بين الذراع المستقبل وذراع ثنائي هيدرويوراسيل ، وكذلك في الوضعية الأولى لمقابلة الرامزة في الرنا الناقل للفينيل ألانين لدى الخميرة :

الرنا الناقل البادئ لدى الخميرة. 1-ميثيل أدينوسين موضح بـ Gm.
الرنا الناقل للفينيل ألانين لدى الخميرة. 1-ميثيل أدينوسين موضح بـ Gm.

## وصلات خارجية
- ملخص تعديل 2′-O-ميثيل غوانوسين فـي قاعدة بيانات مودوميكس.